# Ammophila tuberculiscutis
Ammophila tuberculiscutis är en biart som beskrevs av Turner 1919. Ammophila tuberculiscutis ingår i släktet Ammophila och familjen grävsteklar. Inga underarter finns listade i Catalogue of Life.